# Cohors I Gallica Equitata civium romanorum
La Cohors I Gallica equitata civium romanorum fue una unidad auxiliar del ejército imperial romano del tipo cohors quinquagenaria equitata , con una dilatada historia de cuatro siglos.

## Los orígenes
La unidad fue reclutada como unidad de infantería -Cohors quinquagenaria peditata- como Cohors I Voluntariorum en Italia durante la emergencia provocada por la Clades Variana o desastre de Teotoburgo Archivado el 5 de enero de 2017 en Wayback Machine. del año 9, recibiendo sus enseñas el 22 de abril de 10, y siendo enviada por el emperador Augusto al limes del Rin, para substituir a las unidades auxiliares destruidas y reforzar la frontera. Como las Germaniae eran simples distritos militares de la Gallia Belgica, la unidad recibió el sobrenombre de Gallica, denominándose en ese momento Cohors I Gallica Voluntariorum, por lo que estaba dirigida por un Tribunus cohortis del orden ecuestre.

## sigloI

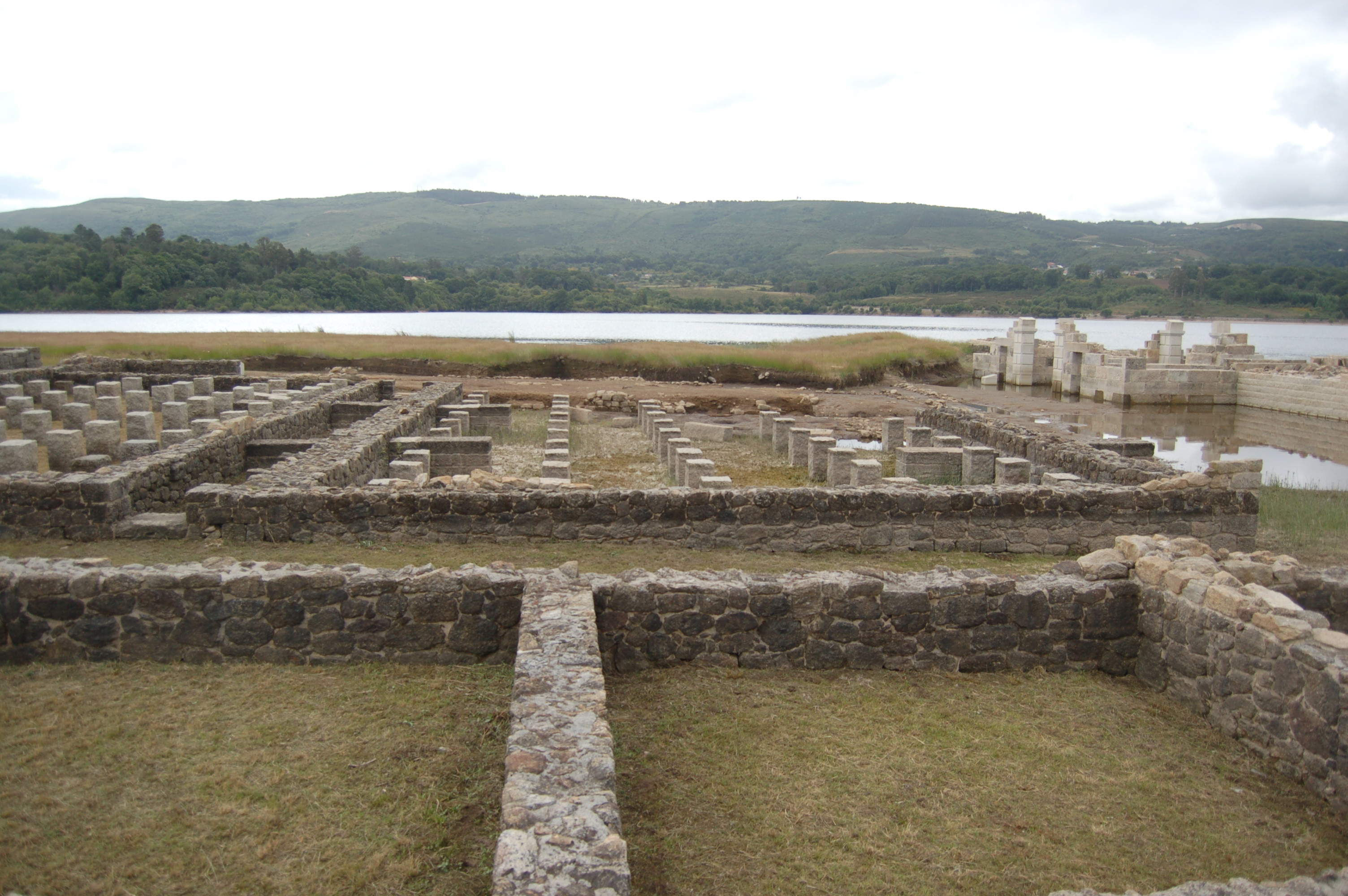
Imagen del campamento romano de Aquae Quarquennae, en Baños de Bande (Orense), donde pudo estar acantonada la Cohors I Gallica e.c.r.

Hacia 15-20, bajo Tiberio, fue enviada a Dalmatia, y, poco después, antes de 30, a la Hispania Tarraconensis, donde permaneció durante el resto de su historia, siendo una de las tres cohortes auxiliares mencionadas por Suetonio -Galba 10, 2- como auxiliares de la Legio VI Victrix en 68. 
La cohorte permaneció en la Tarraconensis y desde 74 fue asignada a la Legio VII Gemina, y es posible que fuese acuartelada en el castellum de Aquis Querquennis (Baños, Bande, Orense).

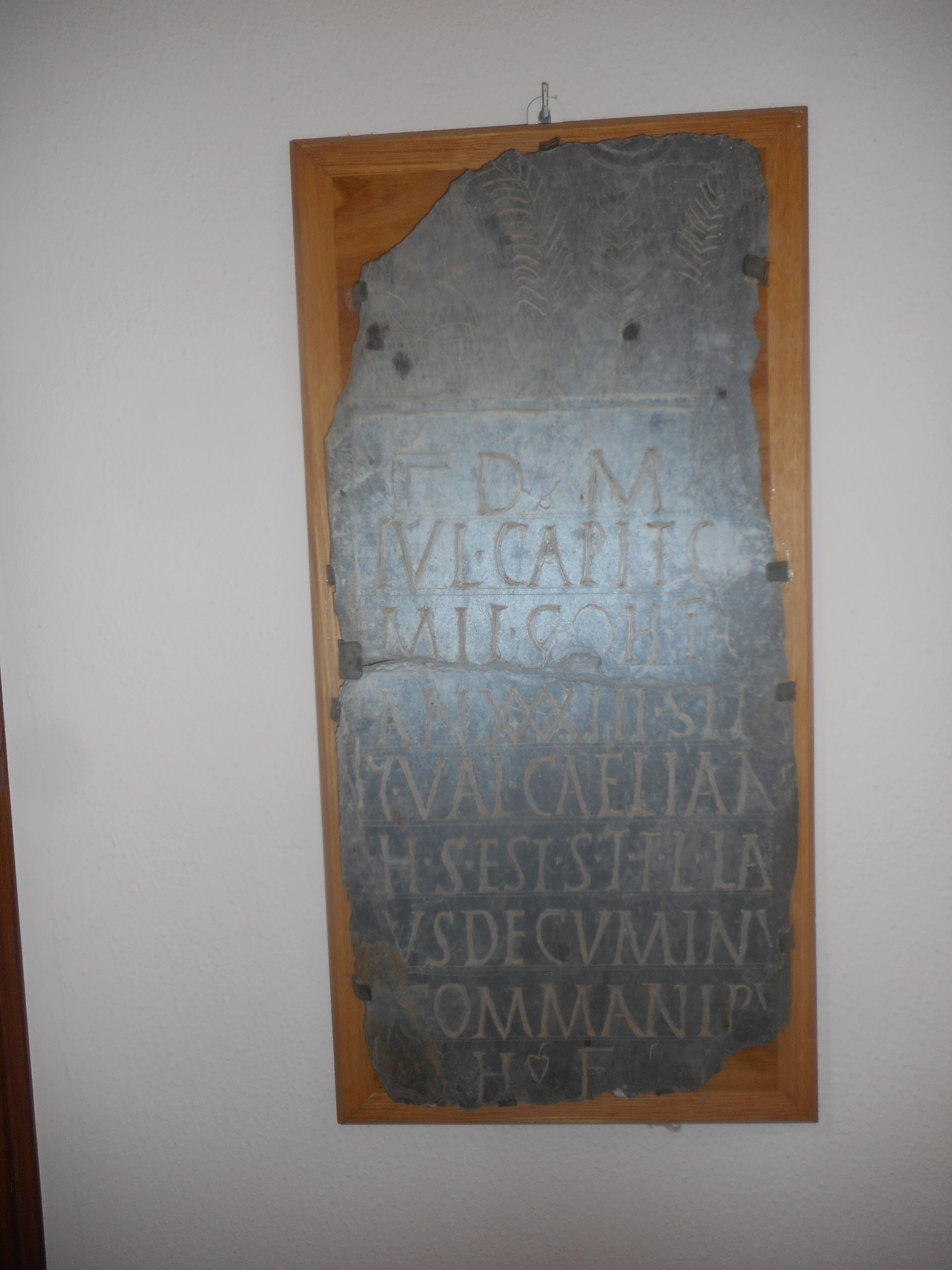
Inscripción funeraria procedente de Luyego de Somoza (León, España), dedicada a Julio Capitón, soldado de la cohorte a mediados del.

Bajo Domiciano, con motivo del debilitamiento de las unidades de caballería de guarnición en la Península tras el traslado del Ala Parthorum a Mauretania, la unidad fue transformada en Cohors equitata, pasando a ser mandada por un Praefectus cohortis ecuestre, recibiendo la condición de civium Romanorum, lo que permitía que sus hombres vistieran de la misma forma que la caballería y la infantería de las legiones. En ese momento fue destinada al castellum de Pisoraca (Herrera de Pisuerga, Palencia), donde substituyó a la mencionada Ala Parthorum.

## ElsigloII
A las órdenes de Titus Varius Clemens envió una vexillatio a la Mauretania Caesariensis bajo Antonino Pío para combatir a los mauri entre 144 y 152.
En 171 y en 175-177, bajo Marco Aurelio, colaboró con la Legio VII Gemina en las campañas contra los invasores mauri en la Baetica.
A lo largo del siglo II manuvo destacamentos en las zonas de minería aurífera de El Bierzo y de la región de Aquae Flaviae (Chaves) en el Norte de Portugal.

## Los siglosIIIyIVy la desaparición de la Cohorte
Su trayectoria en el siglo III y el siglo IV nos es desconocida, pero la Notitia Dignitatum -occ. XLII, 32- menciona su existencia como unidad de infantería asentada en la ciudad de Veleia (Iruña, Álava), cerca de Vitoria, despareciendo en los turbulentos los de la usurpación de Constantino III y las operaciones de su general Geroncio y con la invasión de vándalos, suevos y alanos de 409.

## El grupo de reconstrucción histórica
Actualmente existe un grupo que trata de reconstruir esta unidad militar, su equipo, tácticas y costumbres en su periodo entre los siglos III y IV cuando estuvo basada en la ciudad de Veleia (Iruña, Álava). Ha participado en varias ediciones de "Tarraco Viva" y "Ludis Veleienses", entre otros.